# Steele Johnson
Steele Alexander Johnson (* 16. Juni 1996 in Indianapolis) ist ein US-amerikanischer Wasserspringer. Bei den Olympischen Spielen 2016 gewann er zusammen mit David Boudia die Silbermedaille im Synchronspringen vom 10-m-Turm. 

## Karriere
Johnson nahm im Jahr 2014 erstmals am Weltcup im Wasserspringen teil und belegte zusammen mit David Boudia den dritten Platz im Synchronspringen vom 10-m-Turm. Im folgenden Jahr belegte das Paar bei den Weltmeisterschaften den fünften Platz. Bei den Olympischen Spielen 2016 gewannen beide die Silbermedaille.
Bei den Weltmeisterschaften 2017 qualifizierte sich Johnson in zwei Disziplinen für das Finale. Im Kunstspringen vom 1-m-Brett belegte er den 7. Platz. Im Synchronspringen vom 10-m-Turm belegte er zusammen mit Brandon Loschiavo den 6. Platz. Beim Weltcup 2018 erreichte das Paar den 5. Platz im Finale.
Bei den Weltmeisterschaften 2019 belegte Johnson zusammen Benjamin Bramley den 8. Platz im Finale im Synchronspringen vom 10-m-Turm.